# フライ川
フライ川 (フライがわ、英語:Fly River、インドネシア語:Sungai Fly) はニューギニア島最長の川である。ただしセピック川が最長とされることもある。最初のヨーロッパ人による探検はCaptain Blackwoodによってイギリス海軍の船フライで1845年に行われた。川の名前はその船の名前に由来している。スター山地に端を発し、南西に低地を横切って流れ、パプア湾へ注ぎ、大きな河口を作っている。全長は1,050kmである。川はパプアニューギニア内を流れるが、一部パプアニューギニアとインドネシアの南パプア州との国境になっている部分がある。その場所はパプアニューギニアとインドネシアの国境で唯一東経141度線からずれているところである。
主な支流はストリックランド川とオクテジ川である。オクテジ川の源流付近にはオクテジ鉱山がある。